# Catherine Zarcate
 (décembre 2019).
Catherine Zarcate, née le 21 octobre 1952, est une conteuse française. Contant depuis 1979, elle fait partie des artistes à l'origine du renouveau du conte en France.
Elle raconte des contes, mythes et épopées du monde entier comme des créations personnelles et dispose d'un répertoire de plusieurs dizaines d'heures.

## Spectacles
- Le Singe pèlerin, histoire inspirée de Le Voyage en Occident
- Contes de jade, contes traditionnels chinois
- Bazar de nuit
- Salomon et la reine de Saba, récits et mythes de plusieurs traditions autour de l'histoire du roi Salomon
- La Danse des dieux, mythes indiens
- Le Dit des pierres
- La Quête d'Isis, mythes égyptiens
- Les Fils du vent, création personnelle inspirée de la tradition gitane
- Explorateurs de mondes

## Œuvres imprimées
- Catherine Zarcate (ill. Laetitia Le Saux), Marouf le cordonnier et autres contes, Paris, Syros, coll. « Paroles de conteurs », 1996, 153 p., 19 cm (ISBN 2-84146-315-X, BNF 35819153)

- Catherine Zarcate (ill. Joëlle Jolivet), Le Loukoum à la pistache et autres contes d'Orient, Paris, Syros, coll. « Paroles de conteurs », 2000, 125 p., 19 cm (ISBN 2-84146-853-4, BNF 37200288)

- Catherine Zarcate, Le Prince des apparences, Paris, Bayard jeunesse, 2002, 327 p., 19 cm (ISBN 2-7470-0672-7, BNF 38945657)

- Catherine Zarcate (ill. Rémi Saillard), Contes du vampire, Paris, Syros jeunesse, coll. « Paroles de conteurs », 2005, 156 p., 19 cm (ISBN 2-7485-0340-6, BNF 39943000)

- Catherine Zarcate (ill. Olivier Charpentier), Le Buffle et l'Oiseau, Paris, Syros jeunesse, 2006, [26], 31 cm (ISBN 2-7485-0486-0, BNF 40940835)

- Catherine Zarcate, L'Enfant de cinq ans et les Voleurs, Paris, Syros, coll. « Mini Syros. Paroles de conteurs », 2008, 47 p., 17 cm (ISBN 978-2-7485-0715-7, BNF 41365180)

- Catherine Zarcate (ill. Irène Bonacina), Contes du vent d'Est, Paris, Syros, coll. « Paroles de conteurs », 2010, 220 p., 23 cm (ISBN 978-2-7485-0799-7, BNF 42343158)

- Catherine Zarcate, Le Singe et le Crocodile, Paris, Syros, coll. « Mini Syros. Paroles de conteurs », 2010, 43 p., 17 cm (ISBN 978-2-7485-0926-7, BNF 42380765)

- Catherine Zarcate (ill. Elodie Balandras), Les Poulets guerriers, Paris, Syros, coll. « Paroles de conteurs », 2011, 29 p., 33 cm (ISBN 978-2-7485-1095-9, BNF 42429804)

- Catherine Zarcate, Contes des sages de l'Égypte antique, Paris, éd. du Seuil, coll. « Contes des sages », 2013, 220 p., 18 cm (ISBN 978-2-02-108753-6, BNF 43717435)

## Distinctions
- Lauréat Prix des Incorruptibles 2013 (catégorie Maternelle) pour Les poulets guerriers[2].
- Elle obtient un Coup de cœur Jeune Public printemps 2019 de l'Académie Charles Cros avec Élodie Balandras pour Les poulets guerriers[3].